# Clínids
Els clínids (Clinidae) són una família de peixos marins inclosa en l'ordre Perciformes. Es distribueixen per aigües temperades de tots els mars del món. Amb l'excepció del gegantesc Heterostichus rostratus, de fins a 60 cm, la majoria són molt petits. Poden tenir un cos aixafat o prim, per la qual cosa alguns són similars a les anguiles. Les espines en l'aleta dorsal són més llargues que els radis tous. Tenen a més dues espines en l'aleta anal. Igual que altres blenoïdeus els clínids presenten estructures bigoti en el cap anomenades cirrus.
La majoria de les espècies posseeixen coloracions molt riques i variables, en tons entre marró vermellós a verda oliva, sovint en patrons críptics per camuflar-se entre la densa mala herba d'algues en la qual solen viure. Generalment romanen a la zona de marees a profunditats d'uns 40 metres, algunes espècies també es troben en les tolles de marea.
Els ous són dipositats en algues, on són guardats pels mascles. S'alimenten principalment de petits crustacis i mol·luscs.

## Taxonomia
Existeixen unes 86 espècies agrupades en 20 gèneres:
- Gènere Blennioclinus
- Gènere Blennophis
- Gènere Cancelloxus
- Gènere Cirrhibarbis
- Gènere Climacoporus
- Gènere Clinitrachus
- Gènere Clinoporus
- Gènere Clinus
- Gènere Cologrammus
- Gènere Cristiceps
- Gènere Ericentrus
- Gènere Fucomimus
- Gènere Gibbonsia
- Gènere Heteroclinus
- Gènere Heterostichus (Girard, 1854)
- Gènere Muraenoclinus
- Gènere Myxodes
- Gènere Ophiclinops
- Gènere Pavoclinus
- Gènere Peronedys
- Gènere Ribeiroclinus
- Gènere Smithichthys
- Gènere Springeratus
- Gènere Sticharium
- Gènere Xenopoclinus